# Cold Turkey
"Cold Turkey" é uma canção escrita por John Lennon e lançada como single pela Plastic Ono Band em 1969 na Apple Records. É o segundo single solo lançado por Lennon e alcançou o número 30 na Billboard Hot 100 e o número 14 na UK Singles Chart. A primeira aparição da canção em um álbum foi em Live Peace in Toronto 1969, onde foi tocada ao vivo em 13 de setembro de 1969, com Lennon lendo a letra de uma prancheta.

## Composição e gravação
De acordo com Peter Brown, em seu livro The Love You Make, a canção foi escrita em uma "explosão criativa", após Lennon e Yoko Ono enlouquecerem com sua abstinência de heroína. No entanto, o assistente pessoal de Lennon no final da década de 1970, Fred Seaman, afirmou o contrário, afirmando que o músico lhe confidenciou que a canção era sobre um grave caso de intoxicação alimentar sofrido por John e Yoko depois de comer sobras de "peru frio" do Natal. Lennon pensou que as pessoas zombariam dele se soubessem a verdade sobre a origem da canção, então preferiu dizer que foi inspirada por sua recente abstinência de heroína. Brown afirma que Lennon apresentou a canção a Paul McCartney como um potencial single dos Beatles, quando eles estavam terminando a gravação de seu álbum Abbey Road, mas foi recusada e então lançada como single da Plastic Ono Band, com créditos exclusivos de escrita para ele.
"Cold Turkey" foi a primeira canção que Lennon escreveu pela qual recebeu o crédito sozinho; suas composições anteriores, incluindo seu primeiro single solo, "Give Peace a Chance", foram atribuídas à parceria Lennon e McCartney, embora o crédito por esta última tenha sido alterado posteriormente apenas para Lennon. "Cold Turkey" foi gravada no Abbey Road Studio 2 com participação de Eric Clapton. Existem outras versões além do single, várias das quais são acústicas, e uma versão ao vivo incluída no Live in New York City que apresenta Ono adicionando vocalizações.

## Lançamento e recepção
O single foi lançado com uma etiqueta verde padrão da Apple, com as palavras "Play Loud" impressas no plugue do eixo do Reino Unido e acima e abaixo do orifício do eixo nos EUA. Esta instrução também apareceria nos rótulos do próximo single solo de Lennon, "Instant Karma!"
"Cold Turkey" alcançou o número 14 na UK Singles Chart em 15 de novembro de 1969. Em 22 de novembro, "Cold Turkey" caiu para o número 15 e, em 25 de novembro, Lennon retornou seu prêmio da Ordem do Império Britânico ao Palácio de Buckingham, dizendo "Estou retornando este MBE em protesto contra o envolvimento do Reino Unido na coisa Nigéria-Biafra, contra nosso apoio aos Estados Unidos no Vietnã e contra a Cold Turkey caindo nas paradas. Com amor, John Lennon, da Bag".

## Performances ao vivo
Sua primeira apresentação pública em 13 de setembro de 1969 foi gravada e lançada no álbum Live Peace in Toronto 1969 pela Plastic Ono Band, que incluía Lennon, Yoko Ono, Eric Clapton, Klaus Voormann e Alan White. Yoko a apresentou como a mais nova canção escrita por John; John acrescentou que a banda nunca havia tocado-a juntos como um grupo antes. Ele também cantou essa música em 15 de dezembro de 1969, junto com "Don't Worry Kyoko (Mummy's Only Looking for Her Hand in the Snow)", no Lyceum Ballroom com mais membros da Plastic Ono Band. Esta versão estaria disponível em seu álbum Some Time in New York City. Lennon tocou a canção novamente, em dois shows no Madison Square Garden, em 30 de agosto de 1972.

## Posição nas paradas musicais
| Parada (1969)              | Melhor posição |
| -------------------------- | -------------- |
| Canadian RPM Singles Chart | 30             |
| Dutch Top 40               | 39             |
| UK Singles Chart           | 14             |
| Parada (1970)              | Melhor posição |
| US Billboard Pop Singles   | 30             |
| US Cashbox Top 100         | 32             |